# Brebornica
Brebornica este o arie protejată (sit de importanță comunitară — SCI) din Croația întinsă pe o suprafață de 75,47 ha, integral pe uscat.

## Localizare
Centrul sitului Brebornica este situat la coordonatele 45°17′54″N 15°36′36″E / 45.298379°N 15.610122°E.

## Înființare
Situl Brebornica a fost declarat sit de importanță comunitară în iulie 2013 pentru a proteja 1 specie de plante și 1 specie de animale.

## Biodiversitate
Situată în ecoregiunea continentală, aria protejată nu include niciun habitat protejat.
La baza desemnării sitului se află mai multe specii protejate:
- plante (1): Himantoglossum adriaticum
- nevertebrate (1): Austropotamobius torrentium

Pe lângă speciile protejate, pe teritoriul sitului au mai fost identificate 4 specii de plante.